# گئورگ پنجم
گئورگ پنجم (آلمانی: Georg Friedrich Alexander Karl Ernst August؛ زاده ۲۷ مهٔ ۱۸۱۹ درگذشته ۱۲ ژوئن ۱۸۷۸) آخرین پادشاه هانوفر  بود. دوران سلطنت او با ضمیمه شدن هانوفر به پروس در طی فرایند یگانگی آلمان، پایان یافت.